# Aristolebia davaonis
Aristolebia davaonis – gatunek chrząszcza z rodziny biegaczowatych i podrodziny Lebiinae.

## Taksonomia
Gatunek opisany został w 1921 roku przez Karla Borromaeusa Marię Josefa Hellera.

## Opis
Chrząszcz ten charakteryzuje się obecnością wzoru w kształcie haka w tylnej połowie pokryw, kanciastymi kątami przyszwowymi pokryw, występowaniem 7 ząbków na pazurkach stóp i długością ciała nieco ponad 8 mm.

## Występowanie
Gatunek ten jest endemitem Filipin.